# Champaka
Magnolia champaca, selten Joy Parfümbaum und in den Heimatgebieten auch Champaka, Champak, Huang Yu Lan oder Safa genannt, ist eine Pflanzenart aus der Gattung Magnolien (Magnolia) in der Familie der Magnoliengewächse (Magnoliaceae).

## Beschreibung

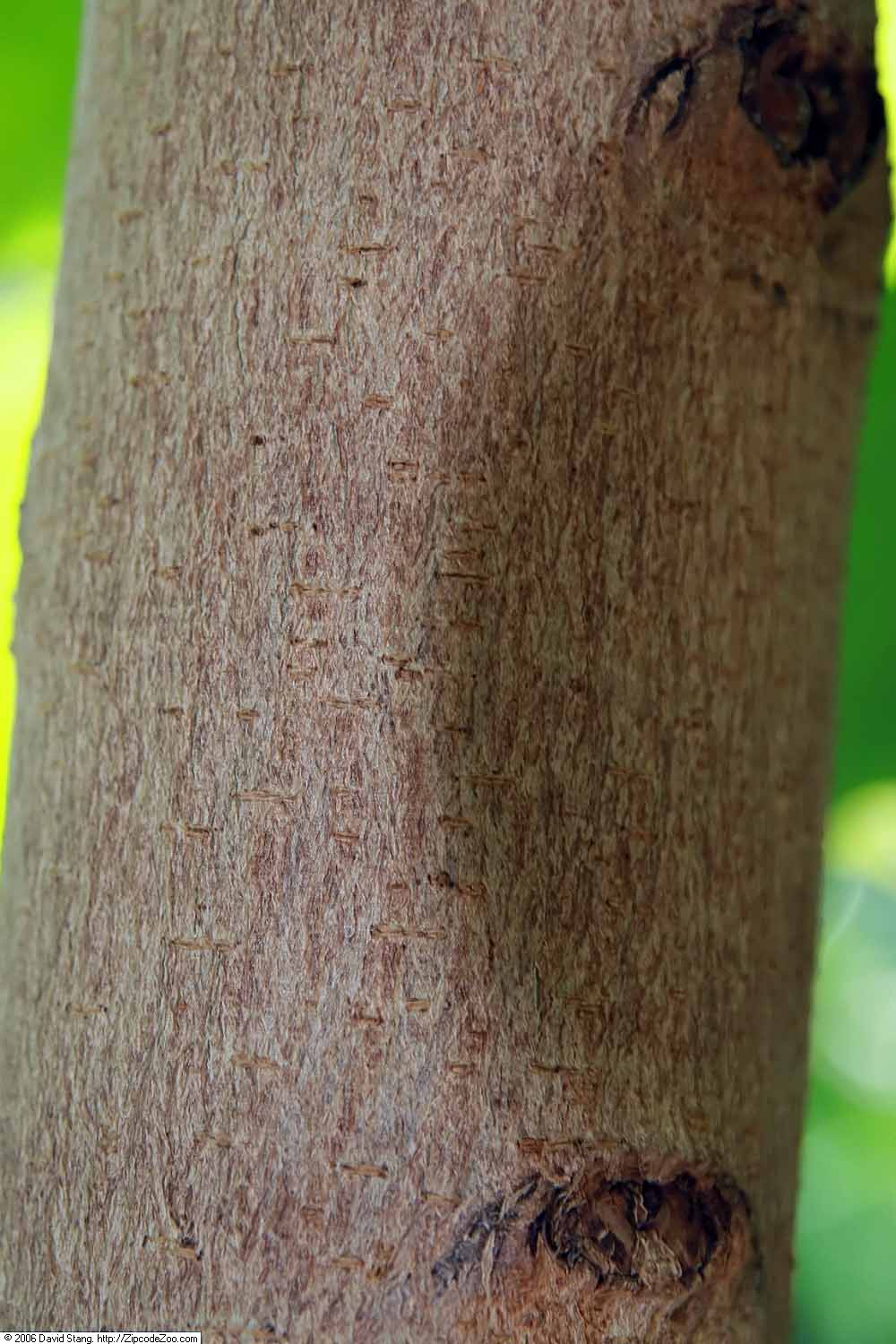
Borke

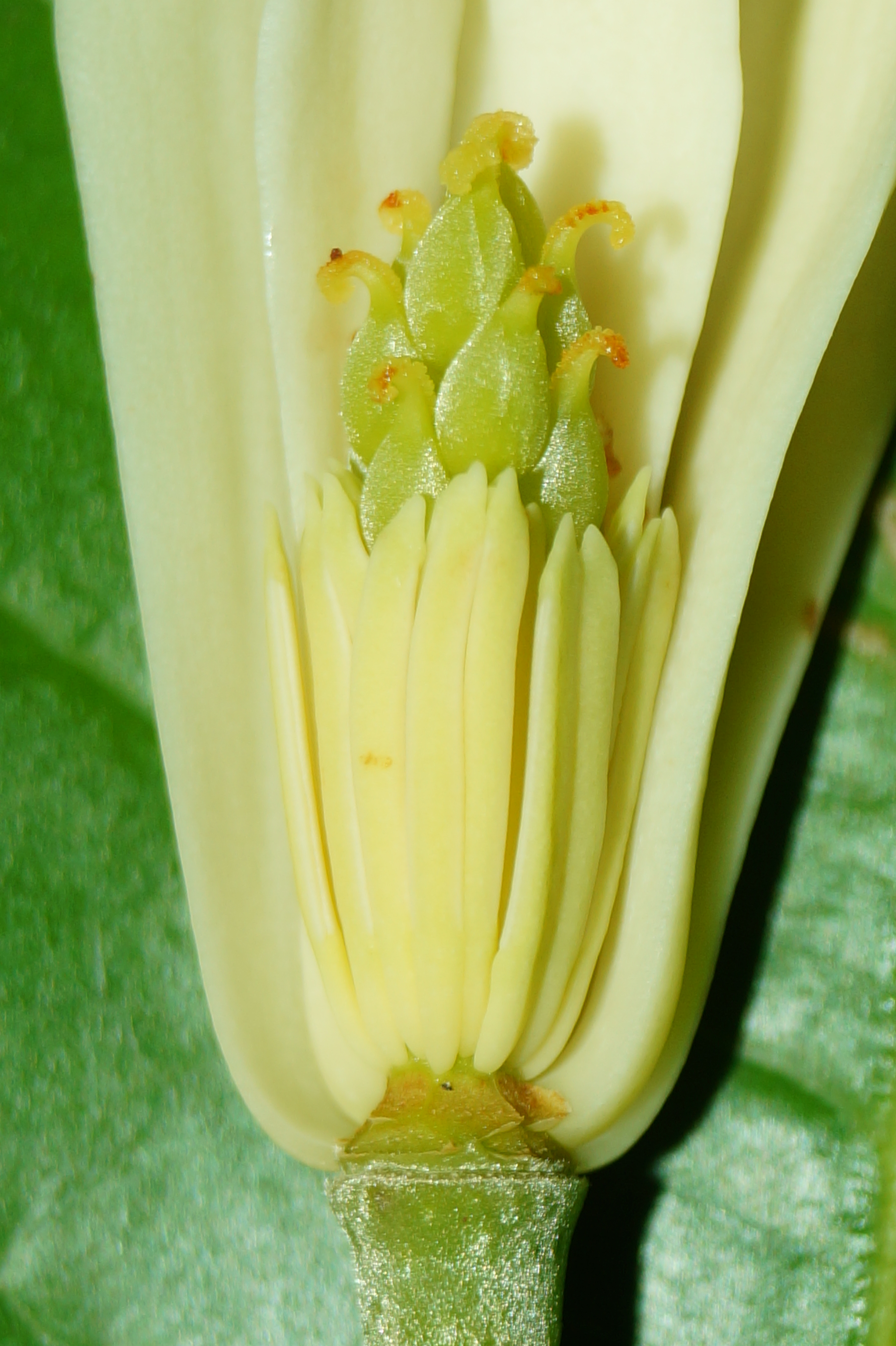
Staub- und Fruchtblätter

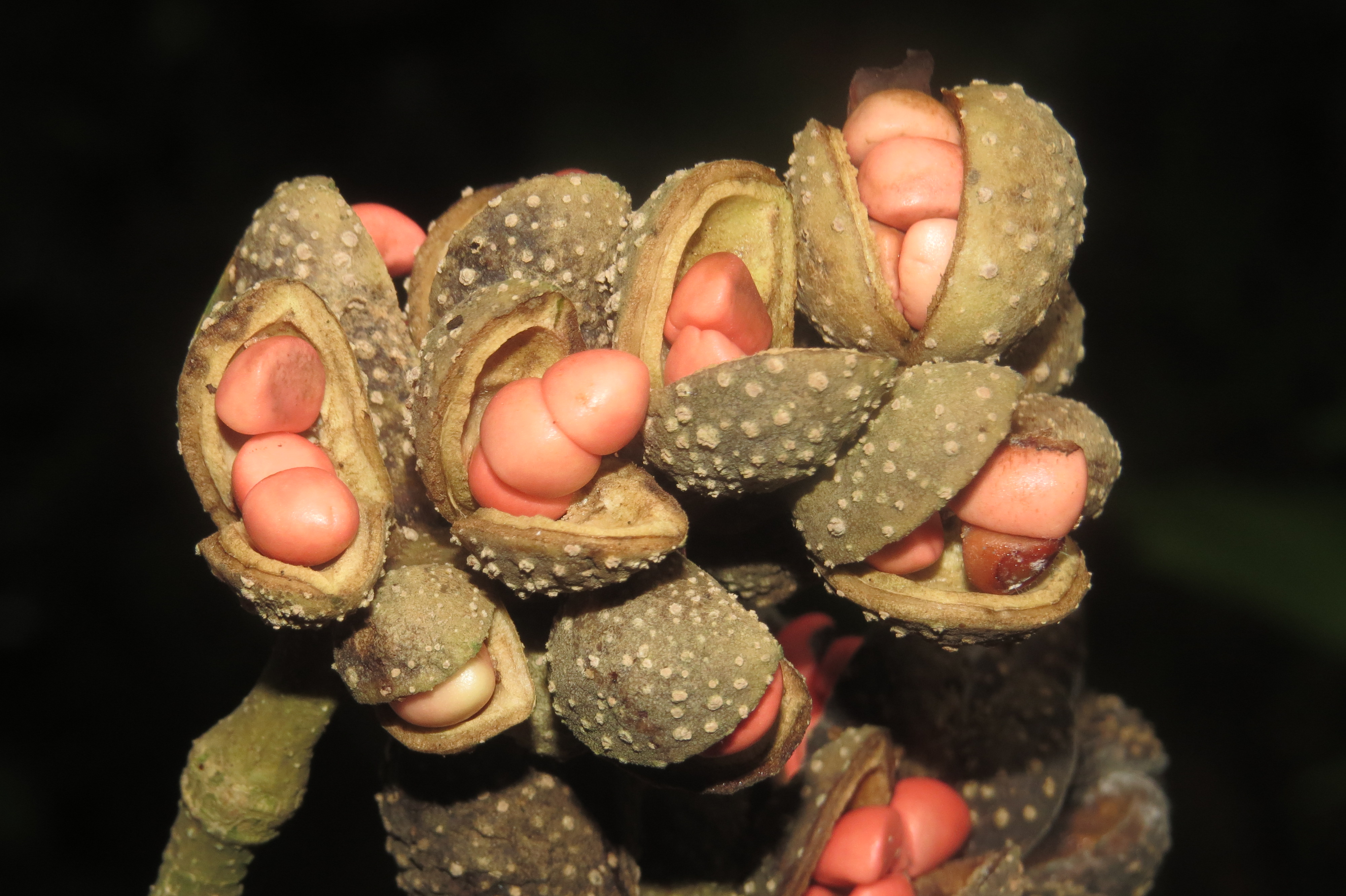
Früchte und Samen

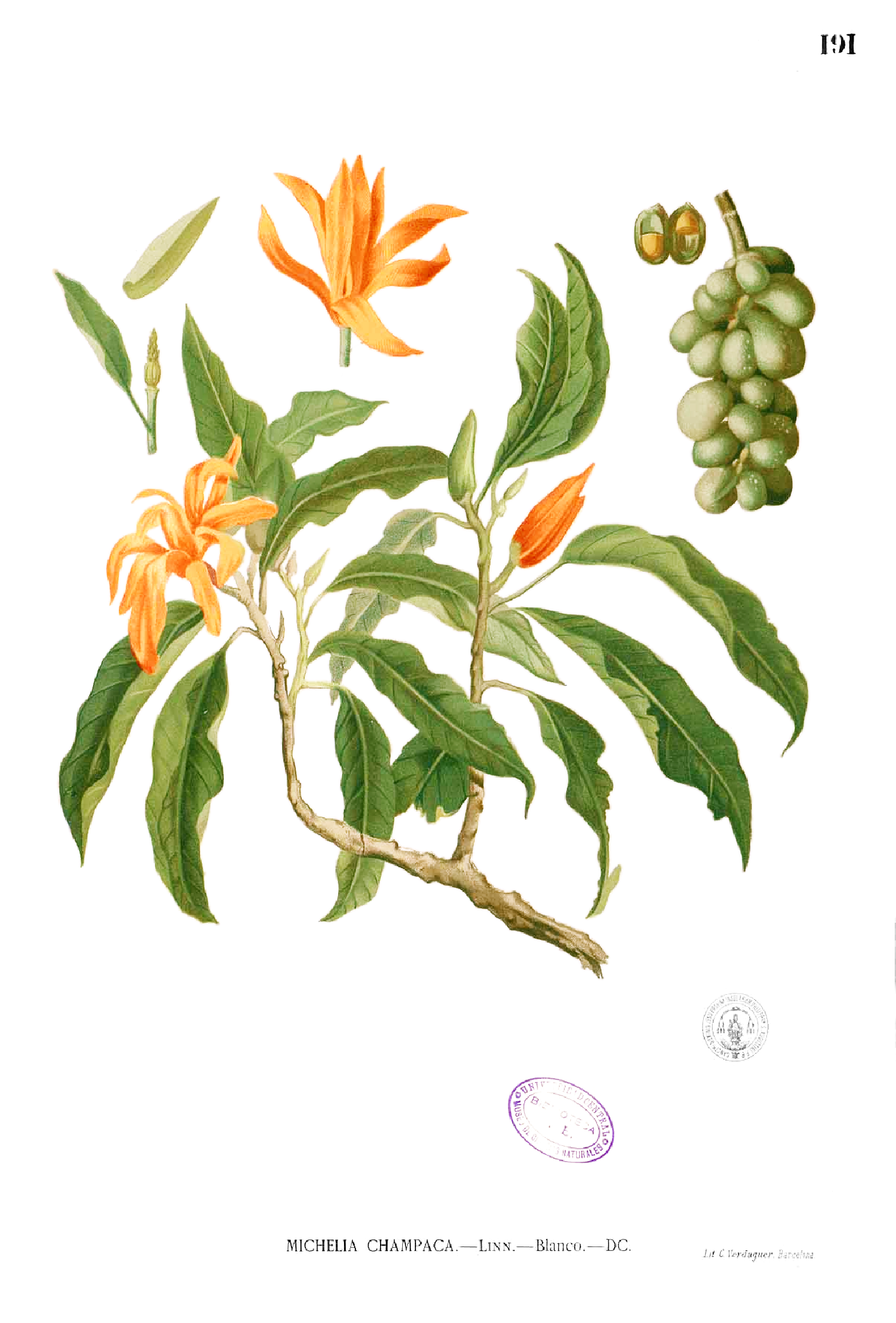
Illustration aus Francisco Manuel Blanco: Flora de Filipinas…

### Habitus und Blatt
Magnolia champaca wächst in der Regel als immergrüner, mittelgroßer bis großer Baum mit Wuchshöhen von 9 bis 24 Metern, in Kultur aus Platzgründen manchmal als Strauch. Die relativ glatte, leicht rissige Borke ist bräunlich. Die Rinde junger Zweige ist rostfarben wollig behaart.
Die schraubig angeordneten, einfachen, gestielten, ledrigen Laubblätter sind mit einer Länge von 13 bis 25 Zentimetern und einer Breite von 4,5 bis 8,5 Zentimetern eiförmig bis lanzettlich. Der Blattstiel ist bis 4 Zentimeter lang. Die leicht ledrigen Blätter sind ganzrandig und spitz bis zugespitzt. Die unterseits hellere Blattspreite ist leicht bis schwach rostfarben behaart, höchstens an den Blattadern kahl. Der Blattrand ist manchmal wellig. Die recht großen Nebenblätter sind rostig flaumig behaart.

### Blüten
Die Blüten stehen einzeln in den Blattachseln. Die früh abfallenden Tragblätter sind rost- oder goldfarben behaart. Der Blütenstiel ist 3 bis 5 mm lang.
Die duftenden, zwittrigen und kurz gestielten Blüten weisen einen Durchmesser von 5 bis 7 Zentimetern auf. Es sind 12 bis 15, selten bis zu 20 fast gleichgestaltige Blütenhüllblätter vorhanden. Die verkehrt-eilanzettlichen Tepalen sind 2 bis 3,5 Zentimeter lang, 0,3 bis 1,2 Zentimeter breit und hellgelb bis orangefarben. Die vielen kurzen Staubblätter weisen eine Länge von 5 bis 7 mm auf mit 1,5 bis 2 mm langen Staubfäden und einem kleinen, spitzen Anhängseln am Konnektiv. Die vielen kleinen, freien und einkammerigen Fruchtblätter mit kurzen Narbenästen, an einer gestreckten, kegelförmigen Achse (einem kurzen Gynophor), weisen eine Länge von 4 mm auf und enthalten jeweils zwei bis mehrere Samenanlagen.

### Frucht und Samen
An einer 5 bis 10 Zentimeter langen Fruchtstandsachse sind viele Balgfrüchte in einer Sammelbalgfrucht angeordnet. Die einzelnen, braunen, rundlichen bis eiförmigen und ledrig-holzigen Balgfrüchte sind mit 1 bis 2 Zentimeter fast gleich breit wie lang, spärlich behaart und mit warzigen Auswucherungen bedeckt. Sie öffnen sich von oben nach unten an einer oder manchmal beiden Seiten und enthalten einen bis vier oder mehr (6–8) Samen. Die braunen, rötlichen und glänzenden Samen mit fleischiger Samenschale (Sarkotesta) weisen eine Länge von 5 bis 12 mm auf und sind meist am Rücken gerundet.

## Nutzung
Der Duft der Blüten ist so verführerisch wie ein edles Parfüm und genau dafür werden die Aromastoffe auch gewonnen und verwendet. Champaka (Michelia-, Champac(k)aöl, -fett, Champacablütenöl) dient der Verwendung zur Herstellung von „Joy“, dem teuersten Parfumaroma der Welt. Es ist ähnlich dem Ylang-Ylang-Öl, ähnlich aber schlechter ist jenes Öl von Magnolia × alba (Syn.: Michelia × longifolia Blume). Es darf nicht verwechselt werden mit Champaca- oder Guajakholzöl, welches von Bulnesia sarmientoi oder von Guaiacum officinale und Guaiacum sactum stammt.
Champaka ist eine wichtige Blüte, die in fast allen südostasiatischen Ländern wie Indonesien, Thailand, Malaysia und Indien für Ayurveda, Zeremonien und Massagen verwendet wird und ist dort meist nahe den Tempeln kultiviert. In Bali legt man die Blüte in Wasser ein. Das wohlduftende Wasser wird anschließend für die Segnung des Hauses und beim Beten rituell versprengt. Die Blüten werden auch traditionell im Haar getragen und sind Bestandteil von zeremoniellem Tanzkopfschmuck. Der Duft kann hunderte Meter weit wahrgenommen werden; eine einzelne Blüte reicht als Duftspender für einen Raum oder ein Auto aus.
Die Inhaltsstoffe haben nicht-ölige Konsistenz und werden durch Destillation, Pressung und Extraktion mittels Lösung gewonnen. Verwendung für Parfümöl, Aromatherapie, Kosmetik, Düfte, Seifen, Aromen in der Lebensmittelindustrie, alternativmedizinische Anwendung bei Gastritis, Stärkung der Bänder und Muskeln, chronische Arthritis, Koliken, wirkt diuretisch, hat eine Reputation als wirksames Aphrodisiakum. Laut einigen Herstellern von Räucherstäbchen ein Bestandteil von Nag Champa. Der bekannteste Hersteller ist Agarbatti.
Ayurveda-Zuordnung: Kehlkopfchakra (Vishudda), „Reinheit“, Reinigende Mischung, Element Äther. Empfohlen bei Atembeschwerden und Verschleimungen. Blume Michelia champaka und Pflanze Ocimum sanctum. Ein Dekokt der Rinde wird im Osten fiebersenkend eingesetzt.
Die aromatische Rinde kann zur Verfälschung von Zimt verwendet werden.
Das mittelschwere, mäßig beständige und schöne Holz ist relativ weich.

## Systematik und Verbreitung
Die Erstveröffentlichung erfolgte 1753 unter dem Namen (Basionym) Michelia champaca durch Carl von Linné in Species Plantarum, 1, Seite 536. Synonyme für Michelia champaca L. sind: Magnolia champaca (L.) Baill. ex Pierre, Magnolia membranacea P.Parm., Michelia blumei Steud., Michelia euonymoides Burm.f., Michelia pilifera Bakh.f., Michelia rufinervis Blume, Michelia suaveolens Pers., Michelia tsiampacca Blume, Michelia tsiampacca var. blumei Moritzi, Michelia velutina Blume, Sampacca suaveolens (Pers.) Kuntze, Sampacca velutina Kuntze
Magnolia champaca gehört zur Sektion Michelia in der Gattung Magnolien (Magnolia). Andere Autoren sehen Michelia champaca L. in einer eigenen Gattung Michelia L..
Je nach Autor gibt es von Magnolia champaca zwei Varietäten:
- Magnolia champaca (L.) Baill. ex Pierre var. champaca: Sie stammt vermutlich aus dem südlichen Indien. Sie wird in den chinesischen Provinzen Fujian, Guangdong, Guangxi, Hainan sowie in Taiwan als Zier- und Heilpflanze angebaut.[7]
- Magnolia champaca var. pubinervia (Blume) Figlar & Noot. (Syn.: Michelia champaca var. pubinervia (Blume) Miq., Michelia pubinervia Blume): Sie ist von Indien über Nepal, Myanmar, Thailand sowie Vietnam, südliches Tibet, südliches bis südwestliches Yunnan bis Indonesien und Malaysia weitverbreitet.[7]